# Třída Potsdam
Třída Potsdam je třída oceánských hlídkových lodí, jež patří německému Spolkovému ministerstvu vnitra a jež provozuje Spolková policie ve prospěch Německé spolkové pobřežní stráže (Küstenwache des Bundes). Celkem byly objednány čtyři jednotky této třídy. Ve službě jsou od roku 2019. Mezi jejich hlavní úkoly patří hlídkování v Baltském a Severním moři.

## Stavba
Plavidla byla navržena německou loděnicí Fassmer. Zatímco prototypové plavidlo Potsdam postavila přímo loděnice Fassmer, stavbu trupů a jejich částečné vystrojení zadala litevské loděnici Western Baltija Shipbuilding (WBS) v Klajpedě.
Jednotky třídy Potsdam:
| Jméno             | Založení kýlu  | Spuštěna         | Vstup do služby    | Základna | Status  |
| ----------------- | -------------- | ---------------- | ------------------ | -------- | ------- |
| Potsdam (BP 81)   | 14. srpna 2017 | 8. prosince 2018 | 22. července 2019  | Cuxhaven | aktivní |
| Bamberg (BP 82)   | 28. září 2017  | 5. dubna 2018    | 18. září 2019      | Rostock  | aktivní |
| Bad Düben (BP 83) | 31. října 2017 | 8. října 2018    | 20. listopadu 2019 | Cuxhaven | aktivní |
| Neustadt (BP 84)  | 6. května 2021 | 9. prosince 2021 | 10. června 2023    | Rostock  | aktivní |

## Konstrukce

Potsdam (BP 81)

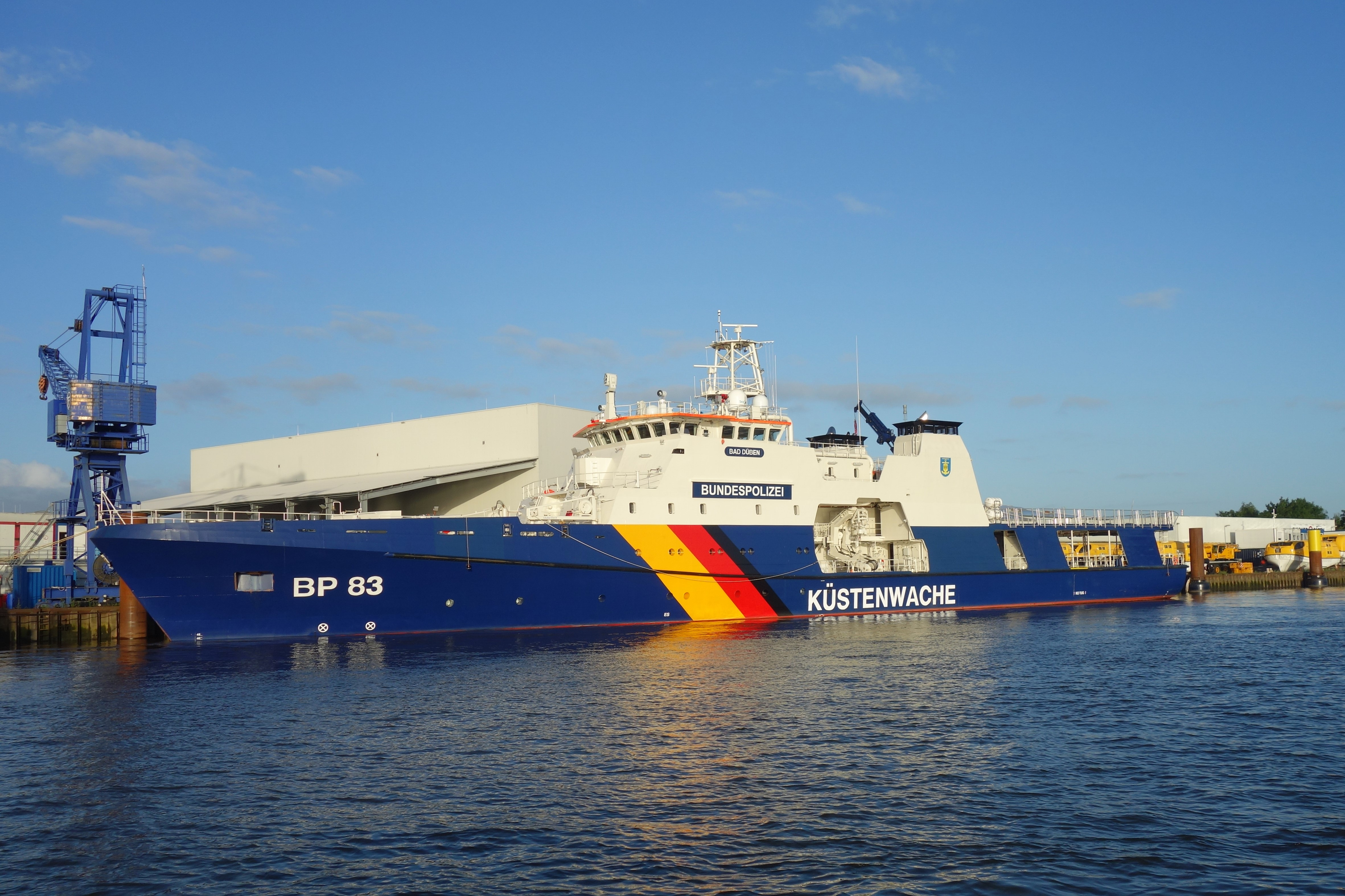
Bad Düben (BP 83)

Plavidla jsou vyzbrojena jedním 57mm kanónem Bofors L/70 Mk3 od společnosti BAE Systems. Na zádi se nachází přistávací plocha pro vrtulník Super Puma. Plavidla disponují prostorem pro uložení pěti kontejnerů se speciálním vybavením a dvěma rychlými čluny. Pohonný systém tvoří dva diesely Wärtsilä 12V 26F, každý o výkonu 4080 kW, pohánějící dva lodní šrouby. Manévrovací schopnosti zlepšují dvě příďová dokormidlovací zařízení. Nejvyšší rychlost dosahuje 21 uzlů.